# Nobius diens
Nobius diens är en skalbaggsart som beskrevs av Vladimir Balthasar 1946. Nobius diens ingår i släktet Nobius och familjen Aphodiidae. Inga underarter finns listade i Catalogue of Life.